# 南志保

南 志保（みなみ しほ、1984年3月27日 - ）は、日本の女優、お笑いタレント。
兵庫県宝塚市出身。13歳から演劇をはじめ、大阪音楽大学短期大学部ミュージカルコース卒業。2009年に京橋花月劇団PLAYERSに所属。劇団解散後の現在もよしもとクリエイティブ・エージェンシー所属の女優として活動中。

## 人物
中学時代から演劇をはじめる。
大阪音楽大学短期大学部ミュージカルコース卒業後、フリーの役者として活動。サンリオのショー(MC)に出演。
2009年に京橋花月劇団PLAYERSに所属。数々の舞台で役者として活躍。また同劇団メンバーとお笑いコンビ「まるしかく」を結成。
劇団解散後の現在もよしもとクリエイティブ・エージェンシー所属の女優として活動中。
また、演劇教育に興味をもち講師としても活動中。小学校、高校、専門学校、タレント養成所などで3歳から80歳まで幅広い年齢の生徒に演技の楽しさを教えている。